# Saint-Sulpice (Nièvre)
Saint-Sulpice – miejscowość i gmina we Francji, w regionie Burgundia-Franche-Comté, w departamencie Nièvre. Nazwa miejscowości pochodzi od imienia św. Sulpicjusza.
Według danych na rok 1990 gminę zamieszkiwało 407 osób, a gęstość zaludnienia wynosiła 16 osób/km² (wśród 2044 gmin Burgundii Saint-Sulpice plasuje się na 522. miejscu pod względem liczby ludności, natomiast pod względem powierzchni na miejscu 269.).